# Julius e Ethel Rosenberg
Julius Rosenberg (Nova York, 12 de maio de 1918 – Prisão de Sing Sing, Nova York, 19 de junho de  1953) e Ethel Greenglass Rosenberg (Nova York, 25 de setembro de 1915 – Prisão de Sing Sing, Nova York, 19 de junho de 1953) foram um casal de judeus estadunidenses executados em 1953 após serem denunciados e condenados por espionagem. As acusações foram em relação à transmissão de informações sobre a bomba atômica para a União Soviética. A execução deles foi a primeira de civis por espionagem na História dos Estados Unidos.
Desde a execução, telegramas soviéticos decodificados parecem confirmar que Julius agiu como mensageiro e recrutador para os soviéticos, mas as dúvidas em relação ao nível de envolvimento de Ethel na trama ainda persistem. A decisão de executar o casal foi e ainda é controversa. Os outros espiões capturados pelo FBI não foram executados. O irmão de Ethel, David Greenglass, que forneceu documentos a Julius, cumpriu 10 dos 15 anos de sua pena. Harry Gold, o mensageiro de Klaus Fuchs, que forneceu informações muito mais detalhadas aos soviéticos sobre a bomba atômica, cumpriu 15 anos. Morton Sobell, julgado junto com os Rosenbergs, cumpriu 17 anos e 9 meses. Em 2008 ele admitiu que era espião e confirmou que Julius estava em "uma conspiração que entregava aos soviéticos informações militares e industriais confidenciais".

## Os Rosenbergs
Julius Rosenberg nasceu em 12 de maio de 1918 em uma família de imigrantes judeus na cidade Nova Iorque. Informações censitárias de 1920 indicam que sua família morou no endereço 205 East 113th Street quando Julius tinha cerca de 2 anos de idade, mas se mudaram para o Lower East Side quando ele tinha 11 anos.
Seus pais trabalhavam em lojas do Lower East Side, enquanto Julius frequentava a escola Seward Park. Julius acabou virando líder da Liga Jovem Comunista onde em 1936 conheceu Ethel Greenglass, com quem se casaria três anos depois. Ele se formou em engenharia elétrica pela City College de Nova Iorque em 1939 e, no ano seguinte, passou a trabalhar para o Exército como técnico de radar.
Ethel Greenglass nasceu em 28 de setembro de 1915 também em uma família de judeus de Nova Iorque. Ela era aspirante a atriz e cantora, mas acabou se tornando secretária em uma companhia de navegação. Ela começou a se envolver em disputas trabalhistas e se juntou à Liga Jovem Comunista, onde conheceu Julius. Os Rosenbergs tiveram dois filhos, Robert e Michael, que foram adotados pelo professor e compositor Abel Meeropol e sua mulher Anne após a execução de seus pais.
De acordo com o ex-agente da NKVD Alexander Feklisov, Julius Rosenberg foi originalmente recrutado pela KGB no Dia do Trabalho de 1942 pelo ex-espião da NKVD Semyon Semyonov. Julius foi apresentado a Semyonov por Bernard Schuster, um alto oficial do Partido Comunista dos Estados Unidos e contato oficial de Earl Browder, secretário-geral do partido, no NKVD. Após Semyonov ser chamado de volta a Moscou em 1944, seus trabalhos foram continuados por seu aprendiz, Feklisov.
De acordo com Feklisov, Julius forneceu milhares de documentos confidenciais da Companhia Emerson Electric, assim como um fusível de proximidade (ou fusível VT), o mesmo utilizado para abater o avião de Francis Gary Powers em 1960. Sob a gerência de Feklisov, Julius teria recrutado indivíduos simpáticos ao trabalho da KGB, dentre eles, Joel Barr, Alfred Sarant, William Perl e Morton Sobell.
Ainda de acordo com o relato de Feklisov, Julius era suprido por Pearl com milhares de documentos do Comitê Consultivo Nacional para Aeronáutica, incluindo uma série completa dos desenhos do P-80 Shooting Star. Feklisov afirma que descobriu, através de Julius, que o irmão de Ethel, David Greenglass, estava trabalhando no ultra-secreto Projeto Manhattan no Laboratório Nacional de Los Alamos e utilizou Julius para recruta-lo.
Durante a Segunda Guerra Mundial, os governos da União Soviética e dos Estados Unidos fizeram parte das Forças Aliadas contra a Alemanha Nazista. Mesmo assim, o governo estadunidense era altamente suspeito das intenções de Josef Stalin e, dessa forma, os estadunidenses não compartilharam informações estratégicas com os soviéticos, especialmente em relação ao Projeto Manhattan. Porém, os soviéticos estavam conscientes do projeto devido à espionagem que exerciam no governo e fizeram várias tentativas de infiltração em suas operações na Universidade de Berkeley. Alguns participantes do projeto, alguns deles de alto escalão, ofereceram voluntariamente informações secretas aos agentes soviéticos, muitos porque tinham afinidades com o comunismo (ou ao papel da União Soviética na guerra) e achavam que os EUA não deveriam exercer monopólio sob as armas atômicas.
Após a guerra, o governo dos EUA continuou a proteger seus segredos nucleares, mas a União Soviética já era capaz de produzir suas próprias armas atômicas em 1949. O Ocidente ficou chocado com a rapidez com que os soviéticos foram capazes de fazer seu primeiro teste nuclear, intitulado de "Joe 1". Em janeiro de 1950 foi descoberto que um refugiado alemão, físico teórico trabalhando para os britânicos no Projeto Manhattan, Klaus Fuchs, havia passado importantes documentos aos soviéticos durante a guerra. Através da confissão de Fuchs, agentes dos serviços de inteligência dos EUA e da Grã-Bretanha foram capazes de desvendar seu informante, de codinome Raymond, era Harry Gold, que foi preso em 23 de maio de 1950. Harry Gold confessou ter obtido dados de um ex-maquinista em Los Alamos. Não sabia o nome dele, mas sua esposa se chamava Ruth. Assim os investigadores chegaram ao Sargento David Greenglass, que confessou ter passado informações secretas à União Soviética. Apesar de ter inicialmente negado qualquer envolvimento da irmã Ethel no caso, ele afirmou que o marido dela, Julius, a convenceu a recrutar o irmão durante uma visita a Gold em Albuquerque, Novo México em 1944 e que ele também havia passado informações confidenciais aos soviéticos.
O outro conspirador acusado, Morton Sobell, estava de férias na Cidade do México quando os Rosenbergs foram presos. Em seu livro On Doing Time (1974), ele narra como tentou fugir para a Europa sem um passaporte, mas foi sequestrado por membros da polícia secreta mexicana e levado até a Fronteira Estados Unidos-México, onde foi preso. Oficialmente, o governo estadunidense afirmou que ele havia sido "deportado", mas em 1956 o governo mexicano afirmou que ele nunca havia sido deportado. Ele foi julgado junto com os Rosenbergs sob a acusação de conspiração para cometer espionagem.

## Julgamento e sentença

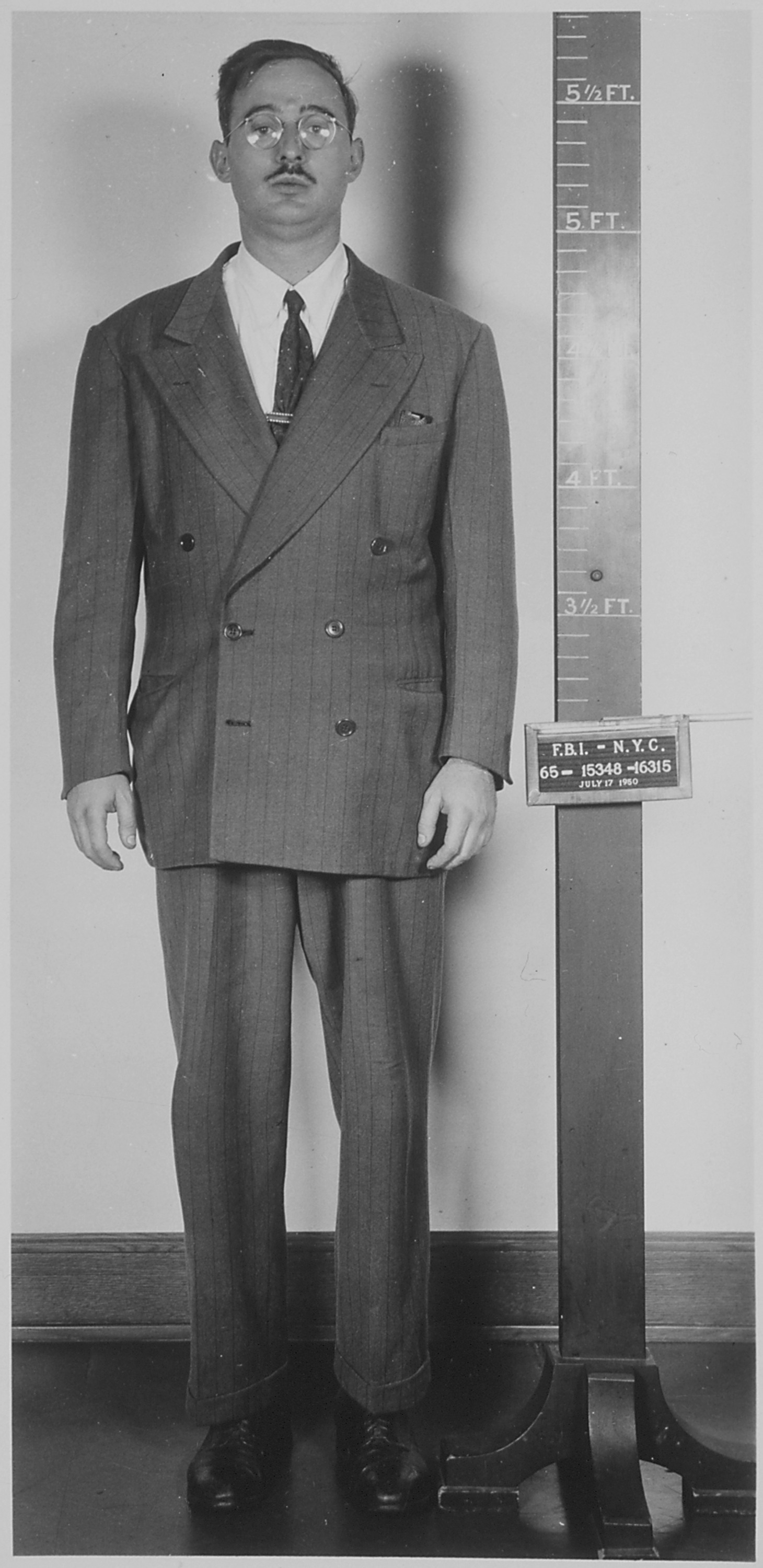
Foto de Julius após sua prisão.

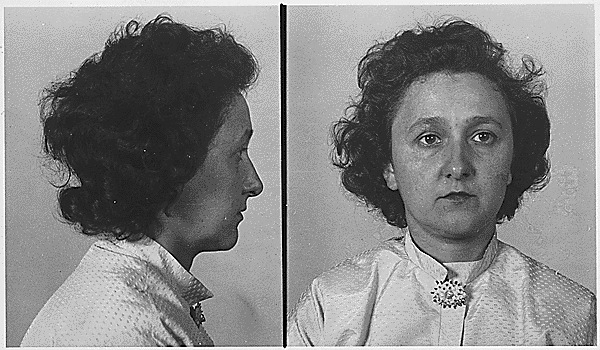
Foto policial de Ethel.

O julgamento dos Rosenbergs começou em 6 de março de 1951. O juiz foi Irving Kaufman, que impôs a pena de morte ao casal, afirmando que o que eles haviam cometido era "pior que assassinato". O advogado dos Rosenbergs foi Emanuel Hirsch Bloch. A principal testemunha da acusação foi David Greenglass, que afirmou que a irmã havia digitado notas contendo segredos nucleares dos EUA no apartamento do casal em setembro de 1945. Ele também afirmou que um rascunho que havia feito da secção transversal de uma bomba atômica de implosão (como a "Fat Man" jogada em Nagasaki) também havia sido entregue a Julius na mesma ocasião.
Desde o início o julgamento atraiu grande atenção da mídia, assim como o julgamento de Alger Hiss. Além da defesa dos Rosenbergs durante o julgamento, não houve nenhuma expressão pública de dúvida em relação à culpa deles na mídia (incluindo nos veículos de esquerda e comunistas). A primeira ruptura com a unanimidade da mídia no caso só iria ocorrer em agosto de 1951, quando foi publicada uma série de reportagens sobre o julgamento no jornal de esquerda The National Guardian. Somente após a publicação dos artigos é que um comitê de defesa foi formado.
Entretanto, entre o julgamento e a execução houve uma série de protestos e acusações de antissemitismo. Por exemplo, o vencedor do Prêmio Nobel Jean-Paul Sartre chamou o caso de "um linchamento legalizado que mancha de sangue toda uma nação". Outros, incluindo não-comunistas como Albert Einstein e o químico e cientista atômico vencedor do Nobel Harold Urey, além de artistas comunistas como Nelson Algren, Dashiell Hammett, Jean Cocteau, Diego Rivera e Frida Kahlo, protestaram contra a posição do governo dos EUA no caso, que alguns viram como a versão estadunidense do caso Dreyfus. Em maio de 1951, Pablo Picasso escreveu para o jornal francês L'Humanité: "as horas contam, os minutos contam. Não deixem este crime contra a humanidade ocorrer". O Papa Pio XII condenou a execução. O cineasta Fritz Lang e o dramaturgo Bertolt Brecht também fizeram declarações contra a morte do casal. O Papa Pio XII apelou ao presidente Dwight D. Eisenhower para poupar o casal, mas Eisenhower recusou-se a 11 de fevereiro de 1953, e todos os outros recursos também foram vencidos.
Apesar das anotações alegadamente digitadas por Ethel conterem pouca informação relevante ao projeto atômico soviético, isto foi prova suficiente para o júri condenar o casal na acusação de conspiração para cometer espionagem. Foi sugerido que Ethel foi indiciada junto ao marido para que a promotoria pudesse usá-la para fazer pressão para que Julius revelasse os nomes de outros envolvidos no caso. Se este foi o caso, obviamente não funcionou. No banco das testemunhas, Julius utilizou o direito da Quinta Emenda da Constituição dos Estados Unidos de não incriminar a si mesmo toda vez que era indagado sobre seu envolvimento no Partido Comunista ou sobre seus membros. Ethel fez o mesmo. Nenhum dos dois conseguiu atrair a simpatia do júri.
Os Rosenbergs foram condenados pelo júri em 29 de março de 1951 e, em 5 de abril, sentenciados à morte pelo juiz Irving Kaufman. A condenação do casal serviu como combustível para as investigações de "atividades anti-americanas" do senador Joseph McCarthy. Enquanto a devoção dos dois à causa comunista era bem documentada, os Rosenbergs negaram participação nas acusações de espionagem mesmo minutos antes de serem levados à cadeira elétrica.
Os Rosenbergs foram os únicos civis estadunidenses executados durante a Guerra Fria por espionagem. Em sua argumentação impondo a pena de morte ao casal, o juiz Kaufman responsabilizou os dois não só pela espionagem mas também pelas mortes da Guerra da Coreia.
O caso dos Rosenbergs estava no centro de uma controvérsia sobre o comunismo nos Estados Unidos. Seus apoiadores defendiam que a condenação era um exemplo escandaloso das perseguições típicas da histeria do momento (Macartismo), conectando o caso com o das caças às bruxas na Idade Medieval e em Salém (uma comparação que serviu de inspiração para a aclamada peça As Bruxas de Salem de Arthur Miller).
Após a publicação da série de reportagens no National Guardian e a formação do Comitê Nacional pela Justiça no Caso Rosenberg, alguns estadunidenses passaram a acreditar que ambos os Rosenbergs eram inocentes ou que receberam uma pena dura, dando início a uma campanha popular para tentar evitar a execução do casal. O Papa Pio XII apelou diretamente ao presidente Dwight D. Eisenhower para poupar a vida dos dois, mas Eisenhower recusou-se em 11 de fevereiro de 1953 e todos os outros recursos foram negados. Em 12 de setembro de 2008, o co-réu Morton Sobell admitiu que ele e Julius eram culpados da acusação de espionagem para a União Soviética. Ele afirmou, entretanto, que apesar de saber sobre as atividades do marido, Ethel não participou ativamente.

## Execução
Os Rosenbergs foram executados no pôr-do-sol de 19 de junho de 1953 na prisão de Sing Sing, em New York. Seus túmulos se encontram no cemitério Wellwood em Pinelawn, New York.
A execução foi adiada de sua data original de 18 de junho por que no dia 17 de junho o juiz do Supremo Tribunal William O. Douglas havia garantido uma paralisação da pena. Tal paralisação se deveu a um recurso de Fyke Farmer, um advogado do Tennessee cujos esforços para salvar os Rosenbergs da morte já haviam sido desprezados pelo advogado do casal.
Em 18 de junho a Corte se reuniu em sessão especial para julgar o recurso de Douglas, ao invés de deixar a execução paralisada por meses até que a matéria fizesse seu percurso normal. A Corte não havia se decidido sobre a paralisação de Douglas até o meio-dia de 19 de junho. Assim sendo, a execução foi marcada para o começo da noite do mesmo dia, após o início do Shabat. Em uma jogada desesperada por garantir a vida do casal, o advogado Emanuel Hirsch Bloch, reclamou que isto era uma ofensa à tradição judaica deles, então a execução foi marcada para antes do pôr-do-sol.
Testemunhas oculares (conforme depoimentos dados ao documentário de 1982 The Atomic Cafe) descreveram as circunstâncias das mortes dos Rosenbergs; enquanto Julius morreu após a primeira série de choques elétricos, sua esposa não. Após o curso tradicional da sessão de eletrocussão, os enfermeiros retiraram as cintas e outros equipamentos de Ethel para que os médicos determinassem se ela já havia morrido. Os médicos determinaram que ela ainda estava viva, pois seu coração ainda batia. Então foram aplicadas três séries de eletrocussão, o que acabou por resultar numa cena terrível em que uma grande quantidade de fumaça saía da cabeça dela.

## Revelações pós-execução
Alexandre Feklisov
- De acordo com Alexandre Feklisov, o ex-agente soviético que era o contato de Julius, ele não passou à União Soviética nenhum material sobre a bomba atômica com informação que fosse útil. "Ele não entendia nada sobre a bomba atômica e não pôde nos ajudar", afirmou.[5]

David Greenglass
- O irmão de Ethel, testemunha-chave da acusação, refutou seu testemunho sobre as anotações que ela teria digitado. Em uma entrevista em 2001, ele declarou: "Francamente, não sei quem as digitou e hoje não consigo me lembrar das digitações acontecendo. Não tenho memória alguma daquilo".[21] Ele disse que deu falso testemunho para proteger a esposa Ruth e que foi encorajado pela promotoria a fazê-lo: "Eu não sacrificaria minha esposa e meus filhos pela minha irmã".[21] Ele se recusou a demonstrar remorso pela decisão de sacrificar a irmã, dizendo que ele só o fez porque não sabia que a pena de morte seria invocada.[21]

Morton Sobell
- Em 2008, após vários anos de negação, Morton Sobell finalmente admitiu ter sido espião soviético. De acordo com ele, Julius estava em uma "conspiração para fornecer aos soviéticos informações militares e industriais confidenciais … [sobre] a bomba atômica".[9] Entretanto, ele declarou que os diagramas as informações passadas a Julius por Greenglass tiveram "pouco valor" para a União Soviética. Ele também declarou que Ethel era completamente inocente; ela sabia das atividades do marido, mas não participava delas.

Memórias de Nikita Khrushchev
- Nikita Khrushchev, líder da União Soviética de 1958 a 1964, escreveu sobre o casal em sua autobiografia, publicada postumamente em 1990. De acordo com as memórias de Kruschchev, ele soube através de Stálin e Viatcheslav Molotov que Julius e Ethel Rosenberg "forneceram ajuda muito significante para acelerar a produção de nossa bomba atômica". Entretanto, o diretor da organização onde a União Soviética desenvolveu sua primeira bomba atômica negou qualquer envolvimento dos Rosenbergs na produção da mesma. Em 1989, Boris V. Brokhovich disse ao The New York Times que o desenvolvimento da bomba deu-se através do processo de tentativa e erro. "Vocês fizeram os Rosenbergs se sentarem na cadeira elétrica por nada", declarou. "Não obtivemos nada dos Rosenbergs".

## O caso na ficção
Os Rosenbergs serviam de tema para vários filmes, programas de televisão e obras literárias:
- Ethel Rosenberg é uma personagem coadjuvante de destaque na aclamada peça Angels in America: A Gay Fantasia on National Themes (1992) de Tony Kushner, na qual seu fantasma assombra um moribundo Roy Cohn (advogado conservador que fez parte do time de acusação do casal e que mais tarde descobriu-se que era homossexual). Na adaptação da HBO da peça, ela é interpretada por Meryl Streep. No filme de 1992 Citizen Cohn, que possui trama semelhante, ela é interpretada por Karen Ludwig.
- Faiz Ahmad Faiz, celebrado poeta comunista do Sul da Ásia, celebrou os sacrifícios de Julius e Ethel Rosenberg em seus poemas, que são hoje clássicos da posia em língua Urdu.
- O livro The Book of Daniel de E. L. Doctorow conta a história do caso dos Rosenbergs sob a perspectiva do fictício filho adolescente do casal. A obra serviu de inspiração para o filme Daniel (1983), dirigido por Sidney Lumet e estrelado por Timothy Hutton.
- Outro romance que trata do caso é The Public Burning de Robert Coover. Ao contrário de Doctorow, Coover utiliza os nomes verdadeiros dos protagonistas do caso, além de uma versão fictícia de Richard Nixon como narrador em metade do livro. Isso causou uma demora na publicação do romance, uma vez que as editoras temiam ser alvo de processos por uso indevido de imagem. Outras obras que tratam do caso são Ethel, romance semi-autobiográfico de Tema Nason, e Harry Gold de Millicent Dillon.
- Os Rosenbergs são figuras proeminentes do livro The Bell Jar de Sylvia Plath.
- O episódio Red Glare do seriado Cold Case faz uma pequena referência sobre a execução da dupla.
- O casal Rosenberg é citado no livro 4321 de Paul Auster. A personagem Francie está abatida porque eles “haviam sido executados na véspera, gritados na cadeira elétrica (...) e aquilo estava errado, errado, errado, porque provavelmente eram inocentes.”

## Trabalhos citados
- Feklisov, Aleksandr, and Kostin, Sergei. The Man Behind the Rosenbergs. Enigma Books (2001). 978-929631-24-7.
- Roberts, Sam. The Brother: The Untold Story of the Rosenberg Case. Random House, 2001. ISBN 0-375-76124-1.
- Schneir, Walter. Invitation to an Inquest. Pantheon Books, 1983. ISBN 0-394-71496-2.
- Schrecker, Ellen. Many Are the Crimes: McCarthyism in America. Little, Brown and Company, 1998. ISBN 0-316-77470-7.

## Leitura de apoio
- Nason, Tema. Ethel: The Fictional Autobiography of Ethel Rosenberg. Delacourt, 1990. ISBN 0-440-21110-7 and by Syracuse, 2002, ISBN 0-8156-0745-8.
- Meeropol, Robert and Michael. We Are Your Sons, The Legacy of Ethel and Julius Rosenberg. University of Illinois Press, 1986. [chapter 15 is a detailed refutation of Radosh and Milton's scholarship.] ISBN 0-252-01263-1.
- Meeropol, Robert Meeropol. An Execution in the Family: One Son's Journey. St. Martin's Press, 2003. ISBN 0-312-30637-7.
- Radosh, Ronald Radosh and Joyce Milton. The Rosenberg File: A Search for the Truth. Henry Holt (1983). ISBN 0-03-049036-7.
- Wexley, John. The Judgment of Julius and Ethel Rosenberg. Ballantine Books, 1977. ISBN 0-345-24869-4.
- Yalkowsky, Stanley. The murder of the Rosenbergs. Crucible Publications (July 1990). ISBN 978-0-9620984-2-0.
- Meeropol, Michael, ed. "The Rosenberg Letters: A Complete Edition of the Prison Correspondence of Julius and Ethel Rosenberg." NY: Garland Publishers, 1994ISBN 0-8240-5948-4
- Auster, Paul. 4321 / Paul Auster; tradução Rubens Figueiredo. — 1.ª ed. — São Paulo: Companhia das Letras, 2018.